# Bończyk-Tuwima
Bończyk-Tuwima – dzielnica Mysłowic, znajdująca się w północnej części miasta. Nazwa dzielnicy pochodzi od wchodzących w jej skład osiedli Bończyk i Tuwima.
Sąsiaduje z dzielnicami Piasek, Szopena-Wielka Skotnica (Śródmieście) i Janów Miejski-Ćmok. Od zachodu sąsiaduje z Katowicami.
W dzielnicy tej znajduje się parafia Ścięcia św. Jana Chrzciciela.